# Halmstads östra station

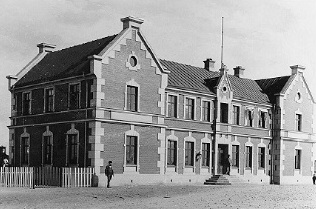
Stationen, tidigt 1900-tal

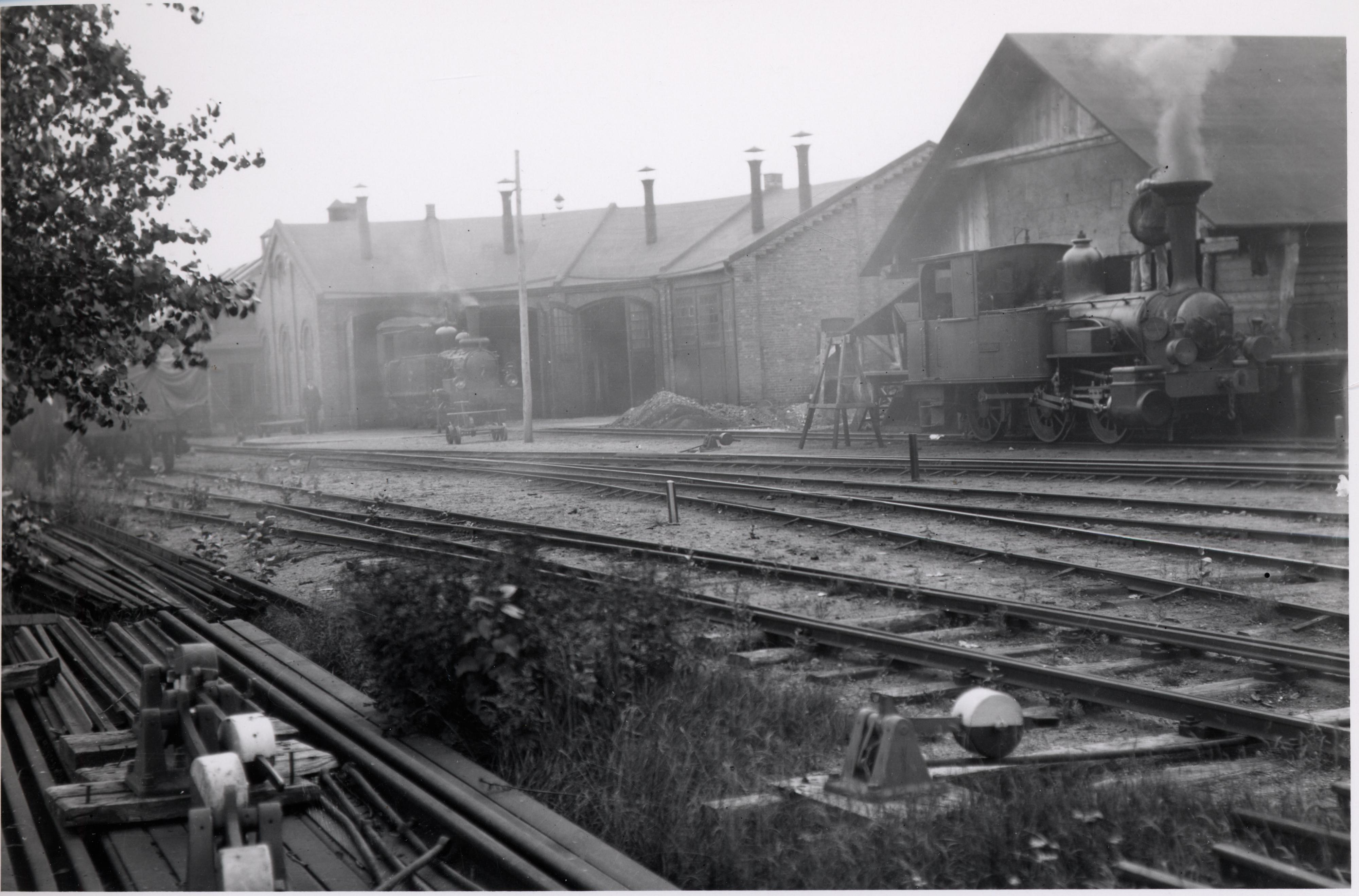
Bolmenbanans lokstall i Halmstad med loket HBJ 5 "Halland", 1922. Loket tillverkades av Nohab 1895 och skrotades 1934.

Halmstads östra station var den västliga ändstationen för Halmstad–Bolmens Järnväg (HBJ), en smalspårig järnväg från Halmstad till Bolmen. 
Före 1947 hette stationen Bolmens Halmstad, även Halmstad HB.
HBJ byggdes som privat järnväg och öppnades för allmän trafik 4 november 1889. Hela banan byggdes på drygt 2 år. I Halmstad hade man räknat med att få ansluta banan vid samma station som Järnvägslinjen Halmstad-Nässjö, det vill säga vid Halmstads centralstation. De båda bolagen kunde inte enas om villkoren varför HBJ beslöt att anlägga en egen station i Halmstad. Järnvägen förstatligades 1947 och lades ner 1966, varvid också stationen förlorade sin betydelse.
Stationsbyggnaden, som ritades av Sven Gratz, finns kvar (år 2024). Den är belägen på Bolmensgatan 11 inom fastigheten Halmstad Fotbollen 17.